# پاسکواله روکو
پاسکواله روکو (انگلیسی: Pasquale Rocco؛ زادهٔ ۱۱ اکتبر ۱۹۷۰) بازیکن فوتبال اهل ایتالیا است.
از باشگاه‌هایی که در آن بازی کرده‌است می‌توان به باشگاه فوتبال اینتر میلان، باشگاه فوتبال پروجا، باشگاه فوتبال تورینو، باشگاه فوتبال کرمونزه، باشگاه فوتبال ونتزیا، باشگاه فوتبال پیستویزه، باشگاه فوتبال کالیاری، و باشگاه فوتبال پیزا اشاره کرد.